# Instituto Internacional para la Lucha contra el Terrorismo
El Instituto Internacional para la Lucha contra el Terrorismo (inglés: International Institute for Counter-Terrorism; ICT) es un think tank conservador israelí fundado en 1996 y localizado en la Universidad Reichman, Herzliya.

## Actividad
Según Foreign Affairs, ICT presentan una perspectiva israelí conservadora conocida por su base de datos sobre ataques terroristas de organizaciones tanto dentro como fuera del Medio Oriente.
La Universidad de Pensilvania en el 2014 Global Go To Think Tanks Report, ICT fue clasificado como el 29.º mejor think tank en el Medio Oriente y el Norte de África.
El ICT ha sido citado por The Village Voice, USA Today y Asian Tribune.

## Liderazgo
Uno de los fundadores y miembros de la junta directiva de ICT, Boaz Ganor, se desempeñó como director ejecutivo de las TIC desde 1996 hasta 2004, cuando fue reemplazado temporalmente por Lior Lotan. Ganor regresó como director ejecutivo a finales de 2006. Eitan Azani es subdirector.